# محافظة ميسان (السعودية)

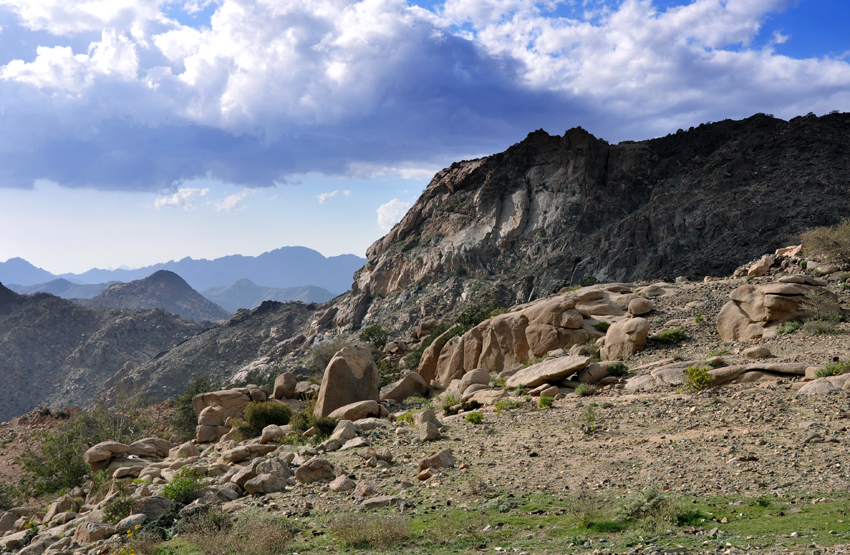
منظر طبيعي من قرية الصفاه ببني سعد

ميسان هي إحدى محافظات منطقة مكة المكرمة في الجنوب الغربي من المملكة العربية السعودية. وتقع جنوب محافظة الطائف وتبعد عن مدينة مكة 220 كم وعن جدة 320 كم.

## تاريخها
تصنف محافظة ميسان محافظة من الفئة (ب) وتتكون من 7 مراكز إدارية، منها خمسة مراكز من الفئة (أ) هي بني سعد، حداد بني مالك، القريع بني مالك، ترعة ثقيف، بالإضافة إلى مركز ميسان. ويصنف كل من مركزي الصور وأبو راكة كمراكز من الفئة (ب).

## سبب التسمية
اشتقت اسمها من الميس وهو التبختر، واستمر الاسم إلى 1434 هـ، وبعد ذلك تم ترقية ميسان إلى محافظة تابعة لها عدة مناطق.

## مساحتها وعدد سكانها
- المساحة نحو 4721.77 كم².
- بلغ عدد سكان محافظة ميسان (28,765) نسمة حسب تعداد السعودية 2022، عدد السعوديين (23,815) نسمة، وعدد غير السعوديين (4,950) نسمة.[3]

## جغرافيًا
ومن جبالها جبل إبراهيم والعصيدة والحدب حصير وأعذب والخيالة وقرن جعده وملتح وكشا وكوبان وبيضان وجاوان. ومن قراها: النوافله، الحلصة، الشعاعيب وبها المركز الإداري للمحافظة قرية الحنشة، العطاء، السائلة، الهضبة، الحراء، مرقنة، الكتمة، الحدب، اللصيفة، داماء، الصخرة، أغر، المكرة، ظفر وقرية الخلد، الظهرة ، شدانة ، العرق ،المريفق، السد، الموذحة، الشرا وقرية مشرق، العرق ، مثان ، الصور ، السوادين ، وبقية قرى وادي ضراء الذي يمتد من جبال الحدب حتى يلتقي بوادي تربة شرقا وكذلك من أشهر أوديتها بوا، أنصح، القعرة، رخمات ووادي الشهران.

## الثروة الزراعية
تشتهر بزراعة الفواكه والخضروات مثل العنب والرمان واللوز والكوسه والخيار والتين ويسمى [الحماط] واللوز والطماطم والفاصوليا والبازيلاء والفول والمشمش والرمان والبرشومي والكمثرى والتفاح ومن الحبوب القمح والشعير والذرة.

## المراكز التابعة لمحافظة ميسان
- بني سعد
- حداد بني مالك
- القريع بني مالك
- ثقيف
- الصُور
- أبو راكة